# Mellicta aureliaeformis
Mellicta aureliaeformis är en fjärilsart som beskrevs av Ruggero Verity 1916. Mellicta aureliaeformis ingår i släktet Mellicta och familjen praktfjärilar. Inga underarter finns listade i Catalogue of Life.